# Benedetto Calati
Benedetto Calati (Pulsano, 12 marzo 1914 – Camaldoli, 21 novembre 2000) è stato un monaco cristiano italiano della Congregazione Camaldolese dell'Ordine di S. Benedetto.

## Biografia
Nato a Pulsano (TA) il 12 marzo 1914, dopo un'esperienza presso i carmelitani di Mesagne (BR) entrò l'11 luglio 1930 come novizio all'Eremo di Camaldoli.
Completati gli studi teologici, e dopo aver frequentato alcuni corsi presso il seminario regionale di Fano e presso l'Università San Tommaso di Roma, negli anni quaranta fu nominato maestro dei chierici nel monastero di Fonte Avellana (PU).
Fu in questo periodo che, insieme al priore don Anselmo Giabbani, approfondì la conoscenza spirituale dei padri della Chiesa e delle fonti camaldolesi.
Nel Capitolo Generale del settembre 1951 celebrato a Roma, fu nominato procuratore dell'ordine presso la Santa Sede e Superiore del monastero di San Gregorio al Celio a Roma, cariche che mantenne fino al 1969.
In questi anni viene invitato dal Decano della facoltà teologica di Sant'Anselmo, padre Cipriano Vagaggini, a occupare la cattedra di Spiritualità Monastica Medievale dell'appena costituito Istituto Monastico.
Padre Calati conserverà questa cattedra per oltre un trentennio offrendo un notevole contributo alla conoscenza della tradizione benedettina e alla formazione di decine di monaci allo studio delle fonti della tradizione monastica medievale.
Di questo periodo "romano" è l'approfondimento dell'amicizia con personalità politiche ed intellettuali come Felice Balbo, Giorgio Sebregondi, Alessandro Fé d'Ostiani, Ubaldo Scassellati, Pietro Pratesi, Raniero La Valle, Giuseppe Dossetti, Giorgio La Pira, Giuseppe Lazzati, Angelina e Giuseppe Alberigo, Paolo Prodi, Mario Melloni.
Durante gli anni del Concilio Vaticano II inoltre, il monastero di S. Gregorio al Celio, del quale era superiore, convogliava personalità religiose e civili che fecero di Padre Calati un osservatore e commentatore privilegiato dell'evento conciliare: Raniero La Valle, in quegli anni direttore del quotidiano L'Avvenire d'Italia, padre David Maria Turoldo, padre Ernesto Balducci, Mario Gozzini, Giancarlo Zizola.
Nel Capitolo Generale del 1969 padre Calati fu eletto all'unanimità Priore Generale della Congregazione Camaldolese dell'Ordine di S. Benedetto, carica che manterrà fino al 1987.
Durante i 18 anni di servizio come Priore Generale padre Calati si attenne in modo particolare a quattro punti programmatici:
- l'attenzione costante alla Parola di Dio nell'impegno per la lectio divina e per l'omelia quotidiane;
- il primato della persona su ogni legge o consuetudine umana;
- la fedeltà alla preghiera comune;
- l'apertura alla gente, nel dialogo costante con chiunque si rivolge ai monaci e nell'apertura ecumenica.

Favorì i viaggi all'estero dei monaci, approfondì l'apertura ecumenica della Congregazione, iniziò i colloqui ebraico-cristiani e gli "incontri di Montegiove". Queste e altre iniziative attuate durante il suo governo, in particolare lo sviluppo teologico-culturale dei monaci, fecero diventare Camaldoli un sinonimo di accoglienza per tutti nel rispetto delle convinzioni di ciascuno e Padre Calati fu definito:
(Innocenzo Gargano)
Morì a Camaldoli il 21 novembre 2000.